# Влосиньский, Ежи
Ежи Мечислав Влосиньский (пол. Jerzy Mieczysław Włosiński; 19 мая 1945, Краков) — польский офицер, полковник внутренних войск ПНР. В 1981—1989 — командир 1-й Мазовецкой бригады внутренней охраны. При военном положении 1981—1983 — член Военного совета национального спасения.

## Служба
Среднее образование получил в Бохне. В восемнадцатилетнем возрасте поступил на службу в вооружённые силы ПНР. В 1964 окончил Офицерскую школу Корпуса внутренней безопасности (KBW), получил первое офицерское звание подпоручика. В 1972 в звании капитана окончил Академию генштаба.
Службу проходил в KBW, затем в войсках внутренней охраны. С 1978 в звании подполковника — начальник штаба 14-й Мазурской бригады в Ольштыне. В 1979 сменил полковника Гарбачика на командовании 1-й Мазовецкой бригадой войск внутренней охраны в Гура-Кальварии. Задачей бригады являлось, в частности контроль над государственными объектами при угрозе государственной безопасности.

## Член WRON
С 1962 Ежи Влосиньский состоял в правящей компартии ПОРП. Был секретарём полковой парторганизации, членом партийного комитета командования войск внутренней охраны. Идеологически и политически стоял на позициях «партийного бетона», характерных для генералитета и офицерства ПНР. Враждебно воспринял забастовочное движение 1980 и создание независимого профсоюза Солидарность.
13 декабря 1981 в Польше было введено военное положение. Власть перешла к Военному совету национального спасения (WRON) — внеконституционному органу власти во главе с первым секретарём ЦК ПОРП, премьер-министром и министром обороны ПНР генералом Ярузельским. В состав WRON был включён и подполковник Влосиньский (также и полковник Гарбачик). Влосиньский не принадлежал ни к влиятельным руководителям, ни даже к «второму ряду», тем более не состоял в неформальной «Директории Ярузельского». Однако он выполнял важную функцию: 1-я Мазовецкая бригада отвечала за обеспечение безопасности в регионе Мазовше, подчинялась Комитету национальной обороны и лично Ярузельскому как военному министру. В 1982 Влосиньскому присвоено звание полковника. Являлся самым молодым по возрасту членом WRON.

## Отставка
После отмены военного положения полковник Влосиньский продолжал командовать бригадой. В 1989 был назначен заместителем начальника штаба Варшавского военного округа. После отставки в 1990 был президентом гура-кальварийского отделения Союза бывших профессиональных солдат (созданного в 1981 другим членом WRON Романом Лесем).